# Красносельский (Гулькевичский район)
Красносе́льский (бывш. Зонненталь, нем. Sonnental) — посёлок городского типа в Гулькевичском районе Краснодарского края России.
Образует муниципальное образование Красносельское городское поселение как единственный населённый пункт в его составе. На его территории находится образовательное учреждение МБОУ СОШ № 16 им. И. П. Федорова.
Население 7403 человек (2023).

## Варианты названия
- Соннеталь[2],
- Николаевка[2],
- Красносельский Зоннеталь[3],
- Красносельское[3].

## География
Расположен на левом берегу Кубани, в 2 км западнее от рабочего посёлка Гирей, в 8 км северо-западнее центра города Гулькевичи.

## Население
| 1918  | 1926  | 1989  | 2002  | 2009  | 2010  | 2012  |
| ----- | ----- | ----- | ----- | ----- | ----- | ----- |
| 675   | ↗1004 | ↗6563 | ↗7462 | ↗7751 | ↗7792 | ↘7738 |
| 2013  | 2014  | 2015  | 2016  | 2017  | 2018  | 2019  |
| ↘7650 | ↘7647 | ↗7676 | ↘7615 | ↘7608 | ↘7559 | ↗7612 |
| 2020  | 2021  | 2023  |       |       |       |       |
| ↗7653 | ↘7400 | ↗7403 |       |       |       |       |

## История
Основан в 1899 году как немецкое лютеранское село Сонненталь. До 1917 года населённый пункт относился к Кавказскому отделу Кубанской области.
15 мая 1915 года колония Соненталь Лабинского отдела переименована в селение Солнечное.
По состоянию на 1926 год колония Сонненталь являлась административным центром Соннентальского сельсовета Кропоткинского района Армавирского округа Северо-Кавказского края; общая площадь её земель составляла 1429 десятин, число хозяйств — 233, число жителей — 1004 (в том числе 998 немцев); имелись кооперативная лавка, начальная школа.
По состоянию на 1941 год носил название Красносельский. 5 октября 1941 года местные жители были депортированы в Новосибирскую область.
27 октября 1976 года, в соответствии с решением крайисполкома, хутор Красносельский преобразован в рабочий посёлок. Решением крайисполкома от 21 октября 1980 года Красносельский поселковый совет, административным центром которого являлся посёлок Красносельский, был переведён из Кавказского района в Гулькевичский.
В 2004 году посёлок городского типа Красносельский определён административным центром муниципального образования Красносельское городское поселение.

## Экономика
- Производство бетонных железнодорожных шпал.
- Производство сборного железобетона.